# Kerman Khodro
Kerman Khodro ist ein im Jahre 1990 gegründeter Automobilhersteller mit Unternehmenssitz in Bam, Iran. Bis 1996 trug das Unternehmen den Namen Modiran Pars. Die Produktion nahm der Hersteller im Jahr 1996 unter Leitung der Daewoo Motor auf. Derzeit agiert das Unternehmen eigenständig und produziert Fahrzeuge verschiedener Marken für den iranischen und die umliegenden Märkte in Lizenz. Ungefähr 6000 Personen arbeiten für das Unternehmen, in dem jährlich über 350.000 Fahrzeuge hergestellt werden.
Von 1991 an hingegen rangierten der Daewoo Espero und der Daewoo Racer als Importmodelle im Programm. Als erstes Modell aus Produktion des Unternehmens wurde der Daewoo Cielo, gefolgt vom Daewoo Matiz hergestellt. Diese sind auch heute noch wichtige Produkte des Unternehmens. Speziell für den iranischen Markt gab es den Matiz auch als Stufenhecklimousine. 2003 folgten dann der Volkswagen Gol sowie die Modelle Hyundai Avante und Hyundai Verna. Im Folgejahr kam schließlich auch der Hyundai Sonata hinzu, der jedoch im Iran floppte und daraufhin zwei Jahre später eingestellt wurde. Ersetzt wurde dieser dann durch den Hyundai Santa Fe. Seit 2008 wird zudem auch der Lifan 520 und der Lifan 620 produziert.
Dem Unternehmen gehören aber auch das 2001 gegründete Joint Venture Modiran Vehicle Manufacturing. Ein weiteres Joint Venture mit der Chery Automobile und Solitac wurde am 10. August 2007 vereinbart und hat seinen Sitz in Babol. Für den Bau des dritten Werkes brachte man eine Summe von 3.849.850.000.000 IRR auf. Seit Beendigung der neunmonatigen Errichtung, wird hier der Chery S21 hergestellt.

## Modellübersicht

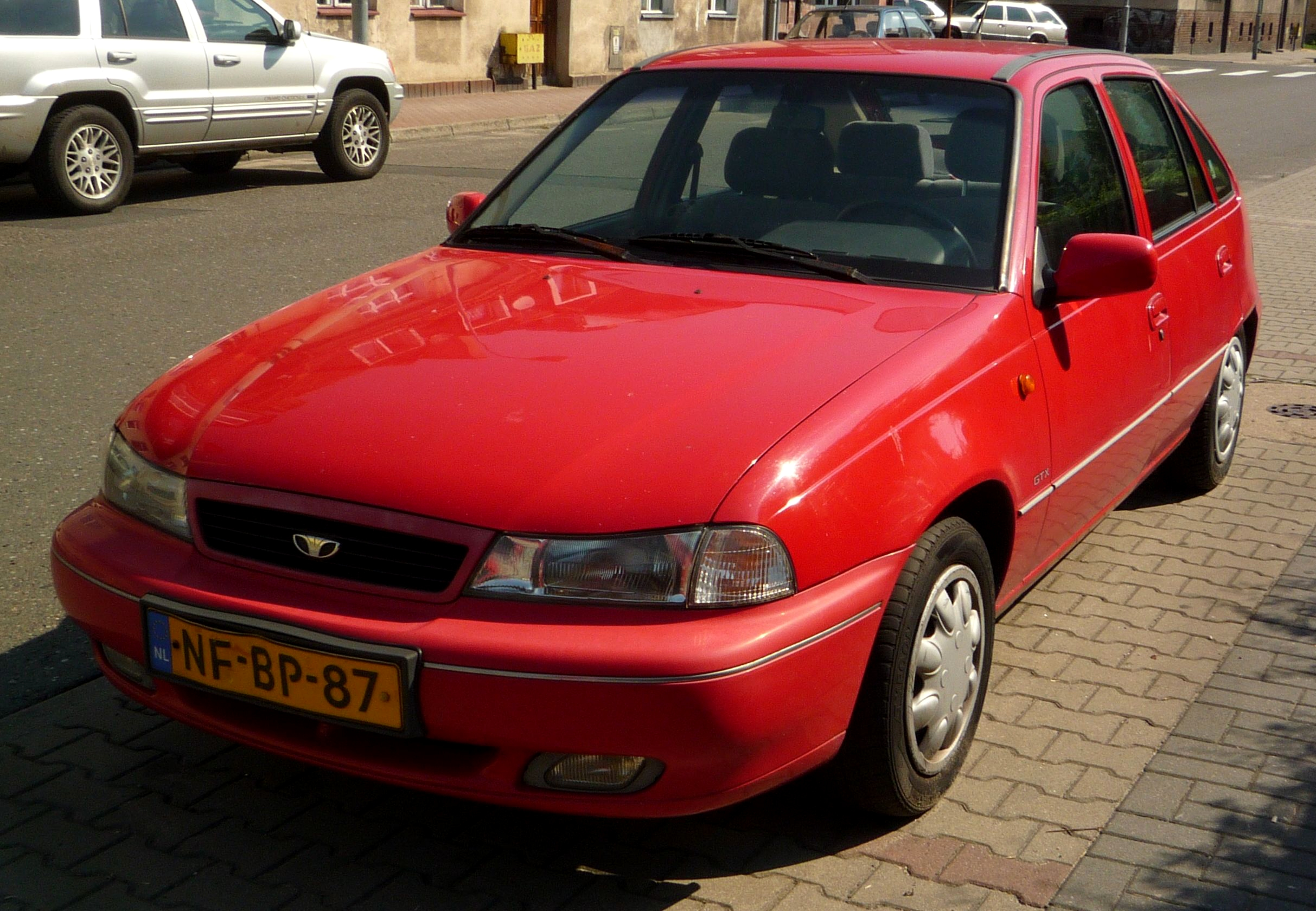
Daewoo Cielo Hatchback seit 1996
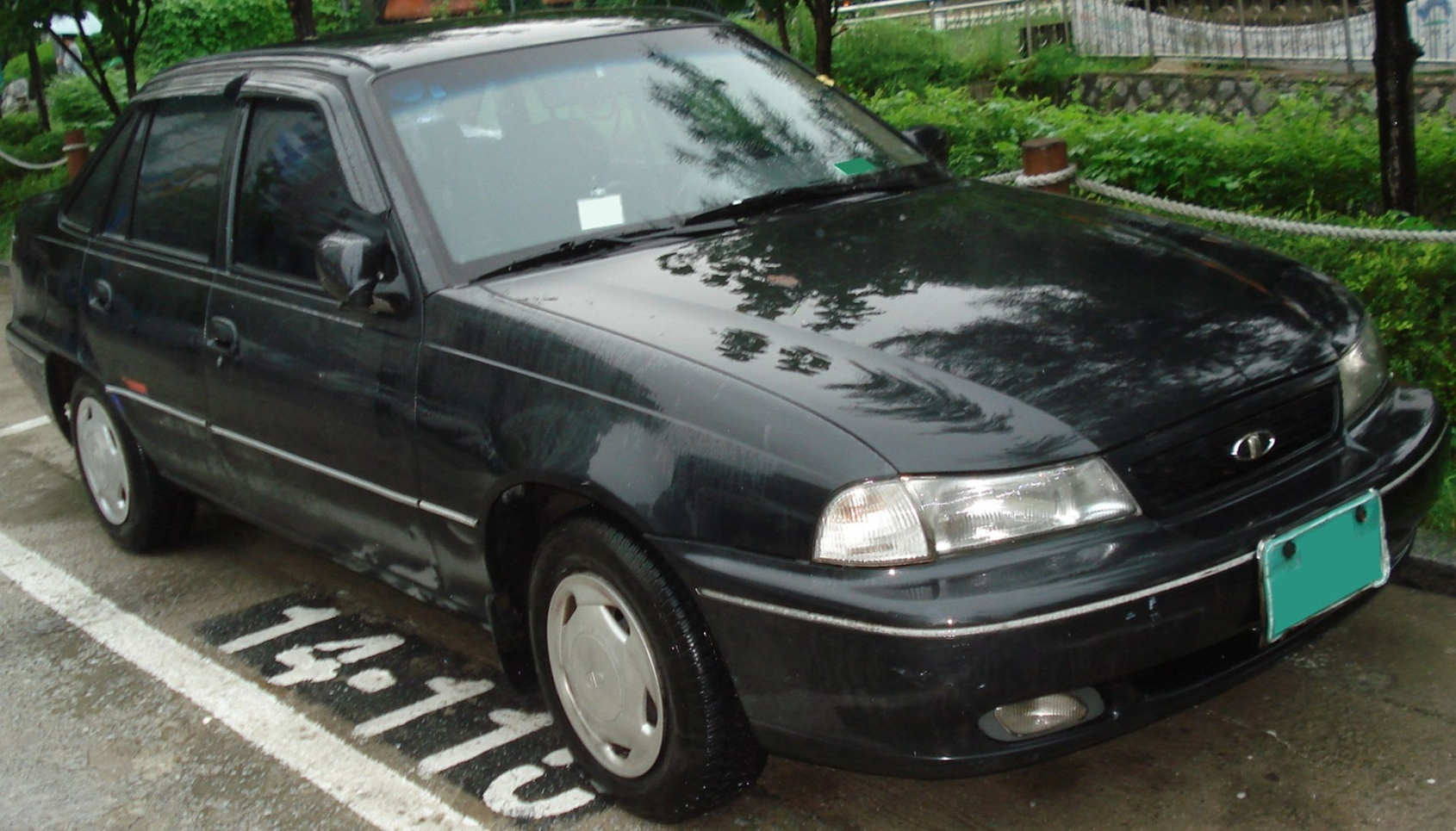
Daewoo Cielo Sedan seit 1996
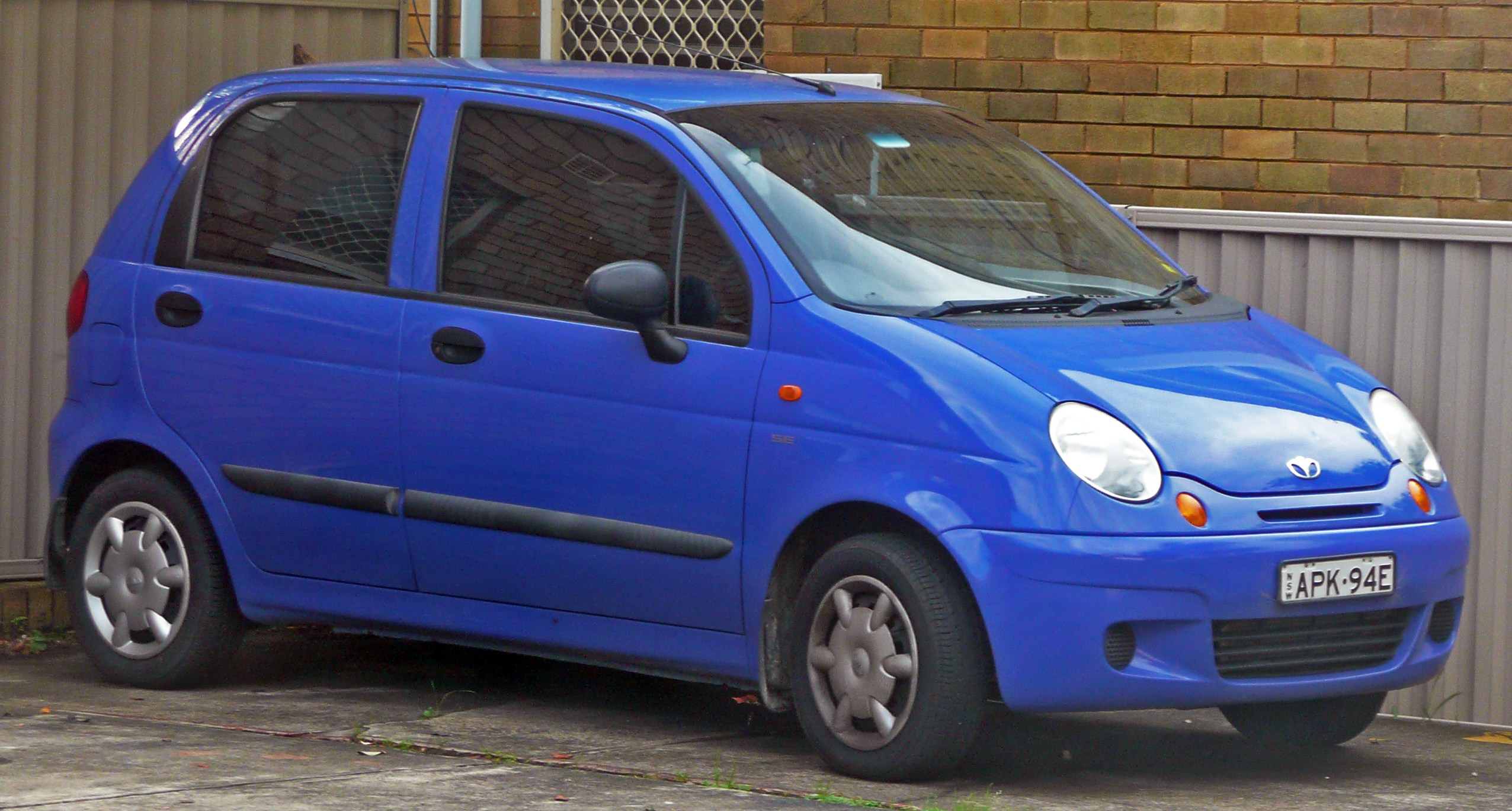
Daewoo Matiz seit 1999
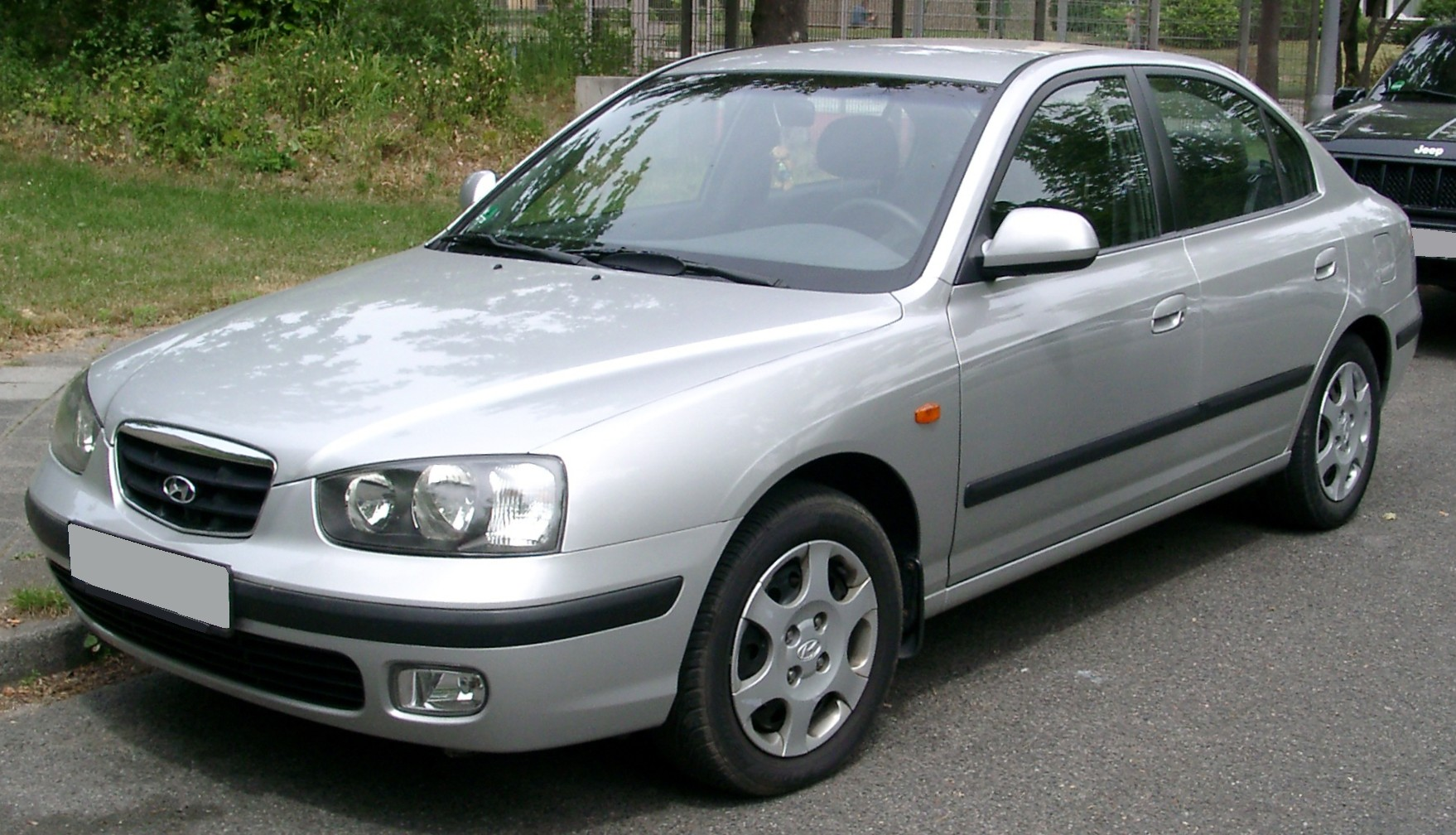
Hyundai Avante seit 2003
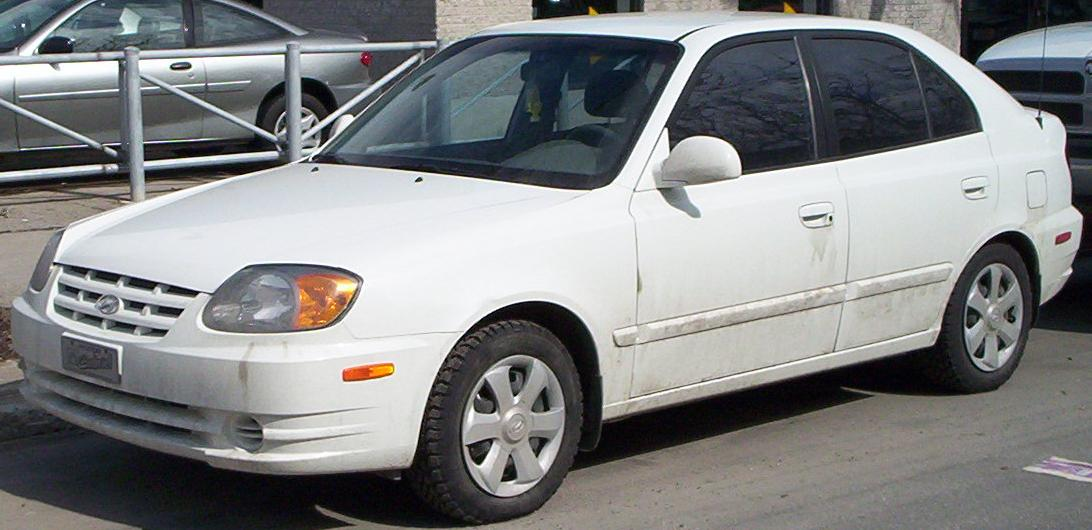
Hyundai Verna seit 2003
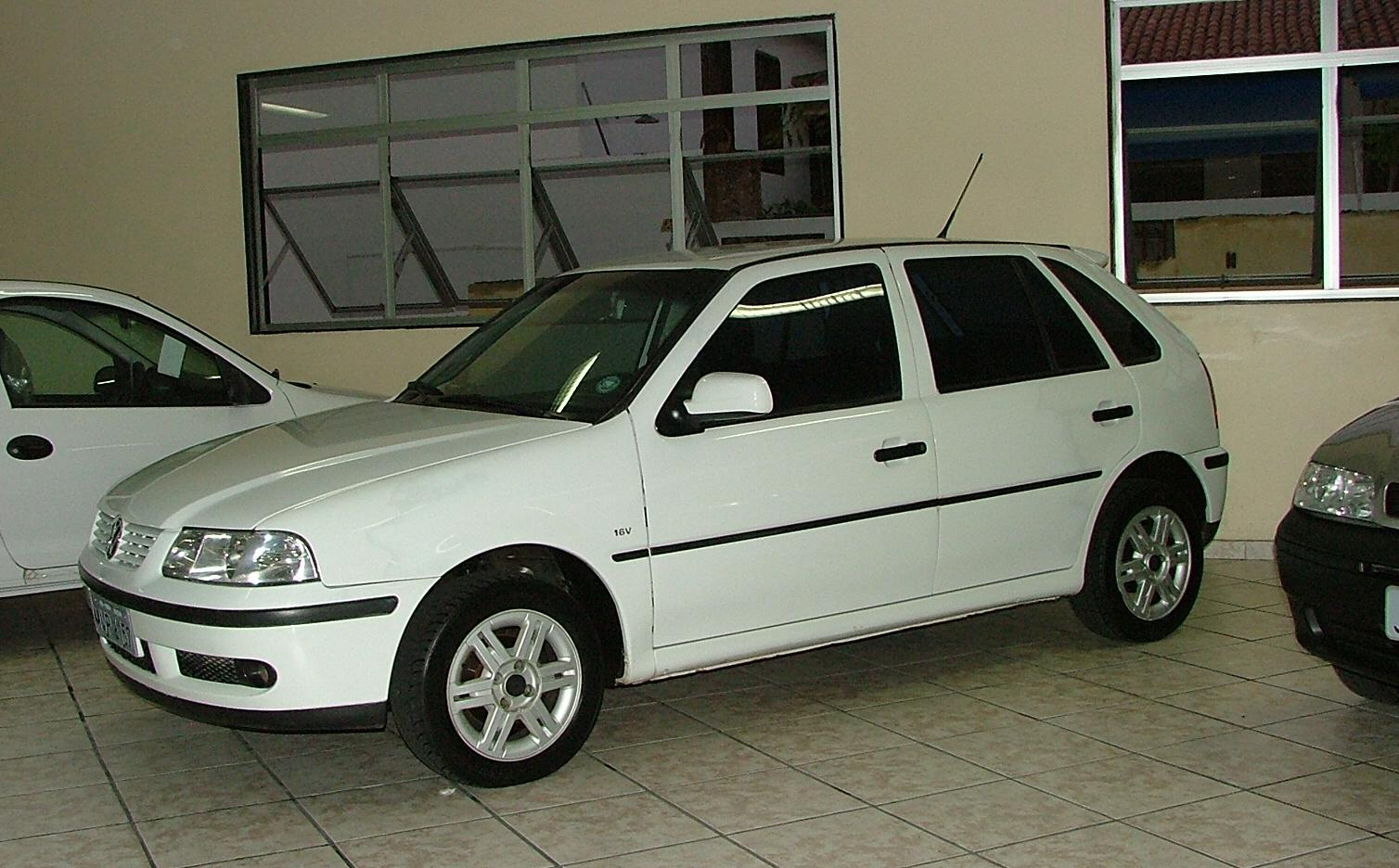
Volkswagen Gol seit 2003
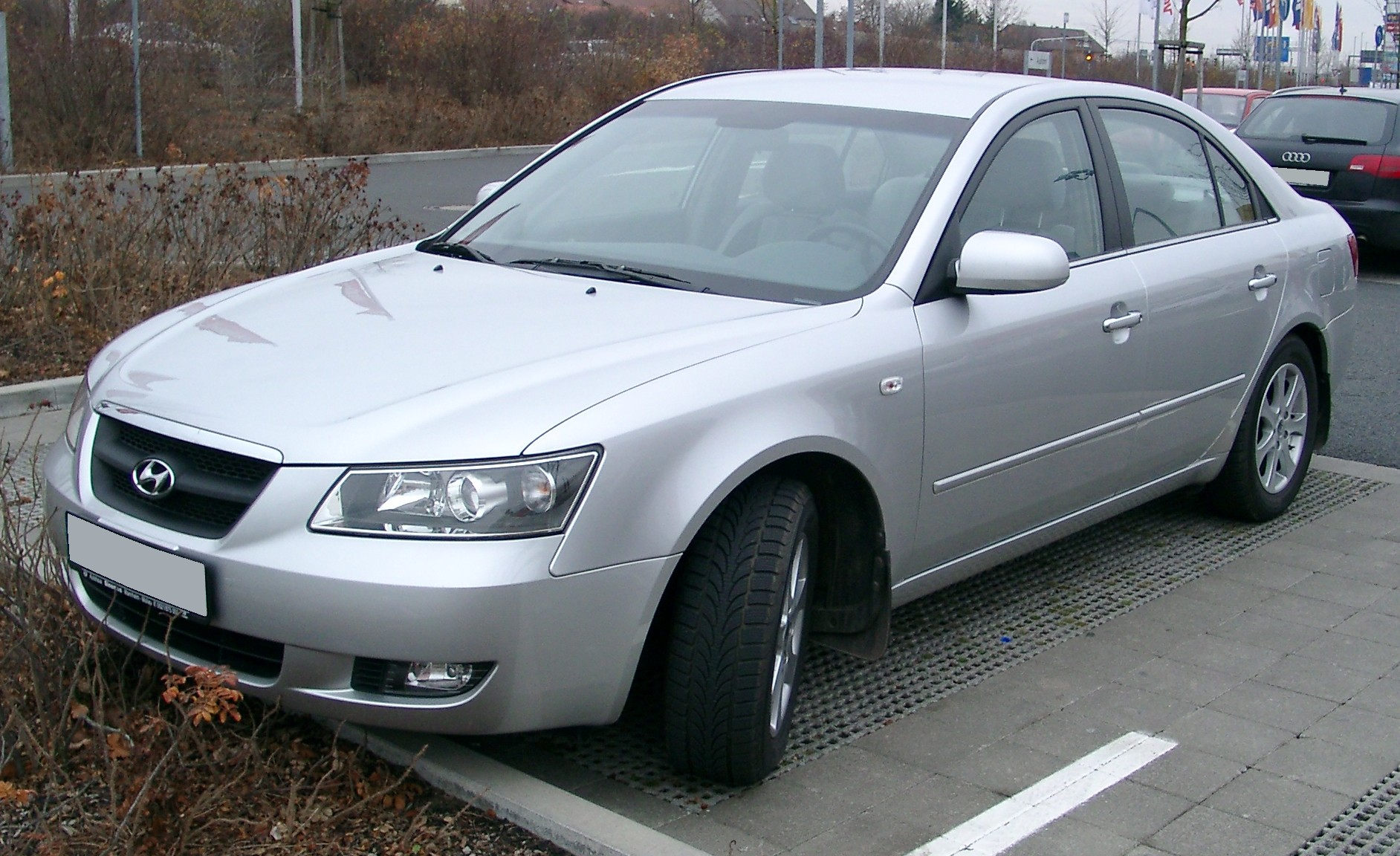
Hyundai Sonata 2004 bis 2006
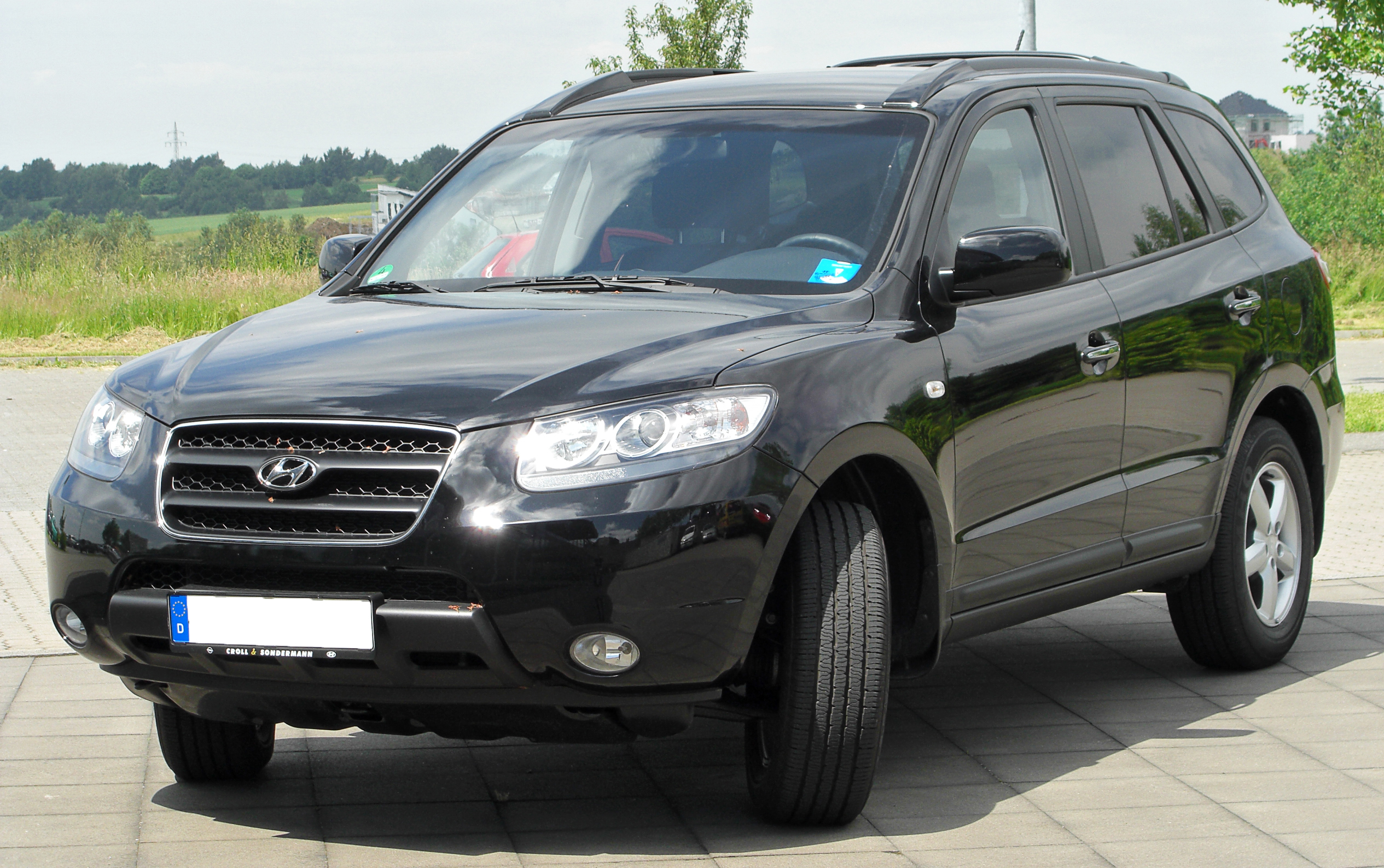
Hyundai Santa Fe seit 2007
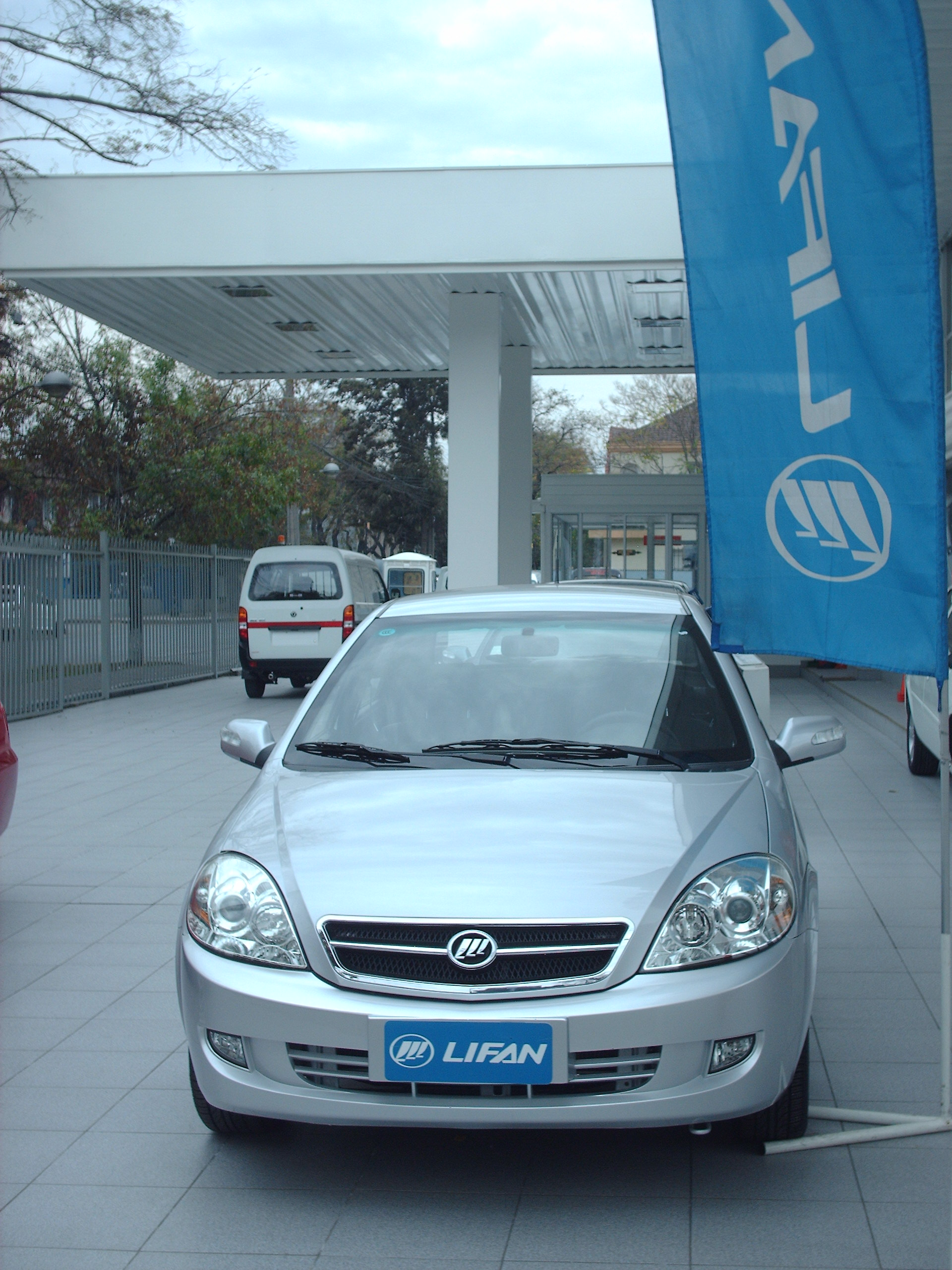
Lifan 520 seit 2008